# Meltem Sağiroğlu
Meltem Sağiroğlu (* 1989) ist eine deutsche Politikerin (parteilos, davor Bündnis Deutschland, BIW). Seit Juni 2023 ist sie Mitglied der Bremischen Bürgerschaft.

## Biographie
Sağiroğlu ist Geschäftsführerin der PG Personal Genial GmbH in Bremen.

### Politik
Bei der Bürgerschaftswahl 2023 wurde sie als Kandidatin der BIW im Wahlbereich Bremen-Mitte mit 563 Stimmen in die Bremische Bürgerschaft gewählt. Sie stand auf Listenplatz 6. Kurz nach der Wahl ging BIW in der Partei Bündnis Deutschland auf.
Sağiroğlu wurde von ihrer Fraktion als Mitglied für den Ausschuss für die Gleichstellung der Frau, den Petitionsausschuss (Land), die Staatliche Deputation für Soziales, den Ausschuss für Petitionen und Bürgerbeteiligung und die Städtische Deputation für Soziales benannt. Sie war außerdem stellvertretendes Mitglied in den Haushalts- und Finanzausschüssen der Stadt und des Landes Bremen.
Am 19. August 2024 erklärte sie ihren Austritt beim Bündnis Deutschland und verließ zugleich die Fraktion in der Bremischen Bürgerschaft. Als Grund dafür nannte sie, sich bei Entscheidungen übergangen gefühlt zu haben.
Als Einzelabgeordnete ist Sağiroğlu Gast in den Petitionsausschüssen der Stadtbürgerschaft und des Landtags.